# Ponos Hrvatske
Ponos Hrvatske naziv je udruge i nagrade koja se svake godine dodjeljuje građanima Hrvatske za hrabra i nesebična djela, postupke i sl.

## Povijest
Nagradu je 2005. godine ustanovio dnevni list 24sata, a 2008. godine osnovana je udruga Ponos Hrvatske koja okuplja dobitnike nagrade. 
Partner nagrade 2008. godine bila je RTL televizija koja je prikazala reportaže o herojima u svom programu i pratila svečanu dodjelu iz gradske palače Dverce u Zagrebu.
Partner nagrade 2009. godine bila je Hrvatska televizija, koja je uz prikazivanje reportaža o dobitnicima izravno prenosila dodjelu. Dodjela nagrade 2009. godine bila je u zagrebačkom HNK-u 6. prosinca.

## Statueta "Srce na dlanu" za Ponos Hrvatske
Nadahnut pričama dobitnika nagrade, umjetnik Ivica Propadalo odlučio je osmisliti statuetu srca na dlanu za dobitnike nagrade. Propadalo se odrekao autorskog honorara, a škola Steklarska Nova iz Rogaške Slatine prema njegovoj ideji izradila je kristalnu, pjeskarenu statuetu.

## Vanjske poveznice
- http://www.ponoshrvatske.hr